# Мария Станкова
Мария Станкова е българска писателка, поетеса и сценаристка.

## Биография
Родена е през 1956 г. в Бургас. През 1975 г. завършва СМУ „Панайот Пипков“ със специалност виолончело, а през 1978 г. – ИМХК към Българската държавна консерватория със същата специалност. От 1979 до 1982 г. работи помощник-режисьор във ВИТИЗ „Кръстьо Сарафов“, а от 1982 до 1987 г. – като помощник-режисьор в Държавния музикален театър „Стефан Македонски“. Работила е като редактор във в-к „Литературен форум“ и списание „Заедно“. През 2005 г. работи като сценарист в предаването „Защо не“ с Мартина Вачкова. По-късно е главен редактор на списанията „Книгите днес“ и „Мъжът“ и сценарист на кукленото политическо шоу „Говорещи глави“ по TV7.
През 1998 г. излиза първата ѝ книга – „Наръчник по саморъчни убийства“ със съдействието на фондация „Сорос“. Книгата става „Книга на годината“ на конкурса, организиран от фондация „Огнище“. През 1999 г. пиесата ѝ „За ръбовете на кръга“ печели трета награда на Конкурса за млада българска драматургия, организиран от фондация „Концепция за театър“ и специалната награда на името на Маргарит Минков за философско осмисляне на действителността. През 2000 г. идеята ѝ за сценарий „Катунарка“ печели наградата на СФД. През същата година разказът „Балкански напеви“ печели единствената награда за проза в конкурс, посветен на 150-годишнината от рождението на Иван Вазов и Захарий Стоянов.
През 2002 г. сценарият ѝ „Маймуни през зимата“ печели субсидия на НФЦ. Филмът е завършен (реж. Милена Андонова). „Маймуни през зимата“ печели наградата на Фестивала в Карлови Вари, „Златна роза“ на фестивала във Варна и е определен да представлява България в конкурса за наградите „Оскар“. Филмът е награден и от НФЦ за най-добър филм за 2006 г.
През 2003 г. радиопиесата ѝ „Житейският път на блатните скокливци“ е номинирана за наградата на Радио ВВС – Лондон. През 2004 г. сценарият ѝ със заглавие „Бюро за нестандартни услуги“ печели конкурса на БНТ за игрален филм с режисьор Николай Волев. (Филмът не е реализиран.) През 2006 г. филмът „След няколко часа“, по новелата ѝ „Часовникарят“, печели наградата за студентски филм „Рано Пиле“ и „Джеймисън“ (реж. Николай Тодоров).
Мария Станкова е публикувала поезия, проза и публицистика в списанията „Ах, Мария“, „Витамин В“ и „Съвременник“, вестниците „Култура“, „Капитал“, „Труд“ и „Сега“.
През 2007 г. романът ѝ „Трикракото куче“ печели Наградата на публиката в литературния конкурс „Български роман на годината“, организиран от фондация „ВИК“.

### Проза
- „Наръчник по саморъчни убийства“ (1998)
- „Искам го мъртъв“ (1999)
- „Седем гневни жени“ (1999)
- „Каталог на душите По“ (2001)
- „Бейби лъжкиньо“ (2004)
- „Трикракото куче“ (2006)
- „Приказки от страната Поговория“ (2009)
- „Скука“ (2010)
- „Сузана и зяпачите“ (2012)
- "А Бог се смее" (2016)

### Поезия
- „Отвесни стихове по смисъла на Дао“
- „Къси стихове“

### Сценарии
- „Катунарка“ (2000)
- „Маймуни през зимата“ (2002)
- „Бюро за нестандартни услуги“ (2004)
- „Рут“ (2009)

### Пиеси
- „Голямото кихотене“ (куклена пиеса)
- „За ръбовете на кръга“
- „Триптих“
- „Анатомия на паяжината“
- „Миг от готови парчета“
- „Тротоар“
- „Естествен враг“
- „Малката фея от изгубеното езеро“
- „Приказна бъркотия“
- „Карлсон“ (куклена пиеса)